# MÁV XIIe
A StEG II 619-620 sorozat egy szerkocsis gőzmozdonysorozat volt az Osztrák–Magyar Államvasút-Társaságnál (ÁVT, Staats-Eisenbahn-Gesellschaft, StEG).
A mozdonyokat az ÁVT mozdonygyára gyártotta 1870 és 1873-ban. Az ÁVT-nél a IVa. osztály a 601- 605 pályaszámait kapták és a BANAT, VALKÁNY, PERJÁMOS, VOJTEK, GATTAJA neveket.
A mozdonyon szögletesre kialakított nyeregtartály (övtartály) volt, mivel kevés hely állt rendelkezésre a mozdony készletei számára. A kis mozdonyok a szárnyvonalakon szolgáltak, 1891-ben a magyar pályarészek államosításával a MÁV-hoz kerültek, ahol a XIIe osztály 5601 - 5605 pályaszámait kapták meg és már 1911-ben selejtezték őket.

## Fordítás
Ez a szócikk részben vagy egészben  a   StEG II 601–605 című német Wikipédia-szócikk fordításán alapul.  Az eredeti cikk szerkesztőit annak laptörténete sorolja fel. Ez a jelzés csupán a megfogalmazás eredetét és a szerzői jogokat jelzi, nem szolgál a cikkben szereplő információk forrásmegjelöléseként.